# Telegrafinrättningen

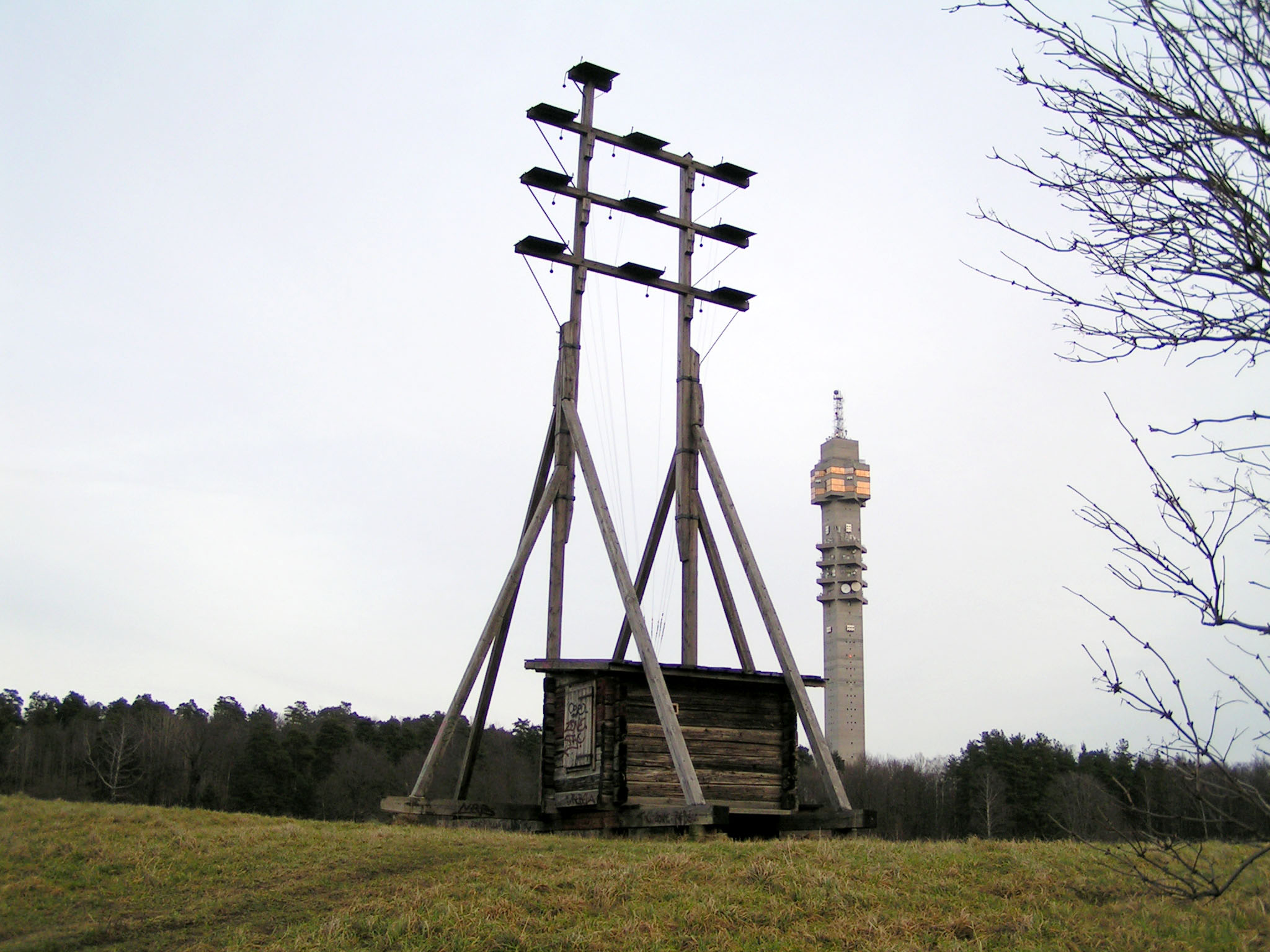
Optisk telegraf på Gärdet vid Tekniska Museet i Stockholm, med Kaknästornet i bakgrunden. Denna telegraf stod på Gärdet 1995-2014 för att återuppföras i Grisslehamn.

Kungl. Telegrafinrättningen var ett svenskt statligt verk till 1852, en föregångare till Kungl. Telegrafverket. 
Ett svenskt optiskt telegrafsystem hade börjat utprovas redan 1794, samma år som världens första optiska telegraf öppnades i Frankrike med linjen Paris–Lille. Telegrafinrättningen tillkom i praktiken 1795, då telegraftrafik startade i Stockholmstrakten och  Kanslikollegium enligt ett kungligt brev fick order om byggande av telegrafer för trafik mellan svenska fastlandet och Åland. Stationerna förföll dock, tills staten i april 1808 påbörjade en snabb upprustning i samband med 1808–1809 års krig med Ryssland.  Därvid upprättades en organisation under ledning av överintendenten Abraham Niclas Edelcrantz. Organisationen bemannades till en början med män från Nyköpings samt Uppsala läns lantvärnsmanskap. Edelcrantz kvarstod som chef till sin död 1821, varefter Telegrafinrättningen leddes av chefen för Ingenjörskåren.
Det optiska telegrafsystemet var i praktiken nedlagt under ett antal år, men återupplivades under 1830-talet av försvarspolitiska skäl, i samband med den oro i Europa som skapades av julirevolutionen i Frankrike 1830. År 1834 togs beslut om att omorganisera Telegrafinrättningen som en militär enhet under chefen för Topografiska kåren, som då var generaladjutanten Carl Akrell. Ett namnbyte skedde mit slutet av 1830-talet till Telegrafverket. Från 1837 vidarebefordrade telegrafen mot avgift meddelanden från civilpersoner och företag. 
Elektrisk telegraf började inrättas från 1853 och kom snart att dominera telegraftrafiken. I slutet av 1870-talet avvecklades de sista optiska stationerna på ostkusten och 1881 de sista stationerna på västkusten.